# Nimfridius
Nimfridius (et non, comme on le lit trop souvent, Nebridius), qui florissait dans le dernier quart du VIIIe siècle et le premier quart du IXe, est un important dignitaire ecclésiastique de la Gaule carolingienne.

## Biographie
En compagnie de Leidrade et de Benoît d'Aniane, il fut, dans deux missions entreprises respectivement au printemps de l'an 799 et au début de l'automne de l'an 800, envoyé par Charlemagne pour ramener à l'orthodoxie les populations d'Espagne et de Septimanie qui avaient adhéré à l'adoptianisme. Toujours avec l'aide de Benoît d'Aniane, il fonda l'abbaye de Lagrasse, dont il fut le premier abbé. Il co-organisa, avec l'archevêque d'Arles Jean II, le concile qui se tint à Arles en mai 813. Il devint plus tard archevêque de Narbonne.
Nimfridius fut en relation avec non seulement Benoît d'Aniane et Leidrade, mais encore avec Alcuin, Agobard (successeur de Leidrade sur le trône épiscopal de Lyon) et Claude de Turin.